# Hans Christian Sonne
Hans Christian Sonne (født 16. august 1817 i Neksø på Bornholm, død 26. januar 1880 i Fuglede) var en dansk teolog og provst.
Han blev cand.theol. i 1841 og blev ansat som huslærer på Lerchenborg, men allerede 4 år efter blev han sognepræst i Møgeltønder. Som dansksindet kunne han ikke forlige sig med det tyske styre efter det danske tab af Sønderjylland i 1864, og fik samme år i stedet job som sognepræst i Thisted.
Sonne var angiveligt chokeret over, at underklassen havde et liv i, hvad han anså at være et moralsk forfald, men han indså, at en moralsk oprustning kun kunne skabes samtidig med at de mindrebemidledes materielle vilkår blev forbedret. Han ledte efter en model, hvor fattige gennem hjælp til selvhjælp kunne forbedre vilkårene og lod sig inspirere af, at 28 fattige tekstilarbejdere i Rochdale ved Manchester i 1844 med succes havde åbnet verdens første brugsforening med mel, sukker og smør til fordelagtige priser. Med det som forbillede tog han i 1866 initiativ til at stifte brugsforeningen "Thisted Kjøbstads Arbejderforening", senere kendt som Thisted Arbejderforening, og han blev foreningens første formand, hvilket han var, indtil han i 1875 flyttede til Fuglede.
I 1867, ét år efter brugsens åbning, udgav Sonne bogen Om Arbeiderforeninger, hvori han videregav sin praktiske erfaringer fra Thisted. Med denne bog som skole blev der de næste 10 år stiftet 160 brugsforeninger og i 1919 var der i alt 1820 brugsforeninger landet rundt, mere eller mindre efter samme model som brugsen i Thisted. Sonne lagde stor vægt på, at en forbrugerkooperation havde et andet og mere ideelt formål end alene det økonomiske. På Sonnes initiativ blev 2,5 procent af Thisted-brugsens overskud således reserveret til Anskaffelse af nyttig Læsning og til Tilvejebringelse af et fælleds Forsamlings- og Læseværelse. Det folkeoplysende virke har siden været en væsentlig del af den danske brugsforeningsbevægelse.
5. april 2001 måtte Thisted Arbejderforening overdrage butikken på Lille Torv i Thisted til FDB med tilbagevirkende kraft fra 1. januar. Butikken hedder nu SuperBrugsen Thisted og er siden flyttet til langt større lokaler mellem Frederiks Torv og Vestergade.
På foreningens 50 årsdag i 1916 afsløredes en bronzebuste, udført af Rasmus Andersen. Busten er placeret ud for den oprindelige brugs på Lille Torv.
1868 blev han Ridder af Dannebrog. Han er begravet i Kalundborg.
- Mindetavle i Nexø